# 旦角
旦是中国戏剧的一种程式化的角色行当，一般扮演女性角色，各个剧种有所不同，但比较一致的大概分为如下几种：
- 老旦，扮演年老的女性，重在唱腔，为表示老年女性苍老的嗓音，唱腔为女中音，化妆淡。
- 小旦，指年輕女性，可分為正旦、花旦、花衫旦、武旦等
  - 正旦，又稱青衣，年轻文雅的女性，重在唱腔，時常运用假聲。其中也有苦旦，指命运悲惨的女性角色。或闺门旦，指公主、千金小姐一類角色。
  - 花旦，扮演身份比较低下的年轻女子，重在念白和做功，一般扮演丫鬟或小家碧玉的角色。
  - 花衫旦，介於正旦、花旦的旦角類型，性格比正旦活潑，比花旦莊重。
  - 武旦，重武術，一般扮演武藝高强的女性角色。其中也有專門負責表演戲劇中的「女軍官」之類人物，為刀馬旦。

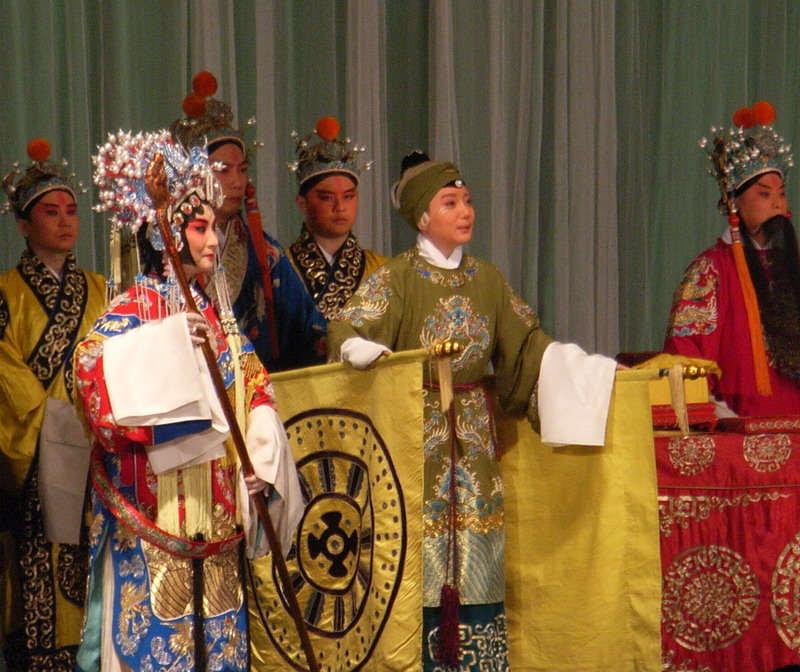
《红鬃烈马·大登殿》中的老旦
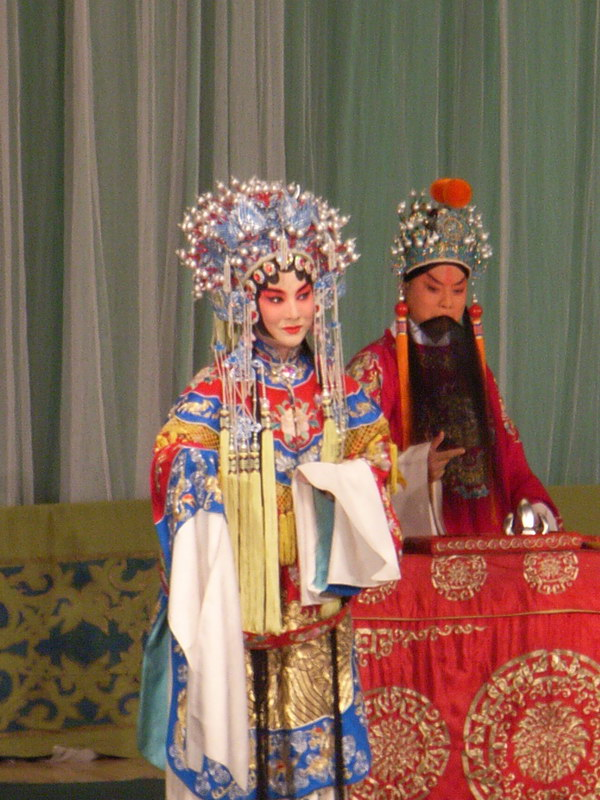
《红鬃烈马·大登殿》中的王宝钏是典型的青衣（正旦）
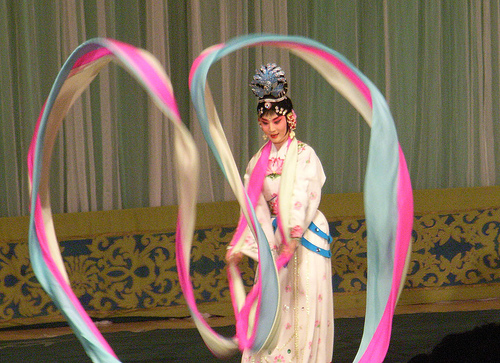
《天女散花》中的花衫也是旦角中的一个行当
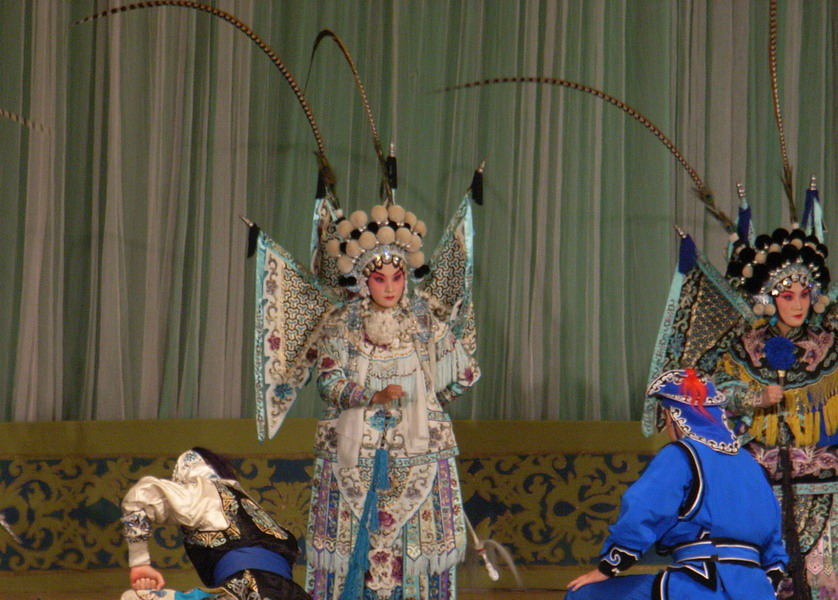
《探谷·破敌》中的穆桂英是典型的刀马旦

在中國戲劇中，每種角色都有特定的造手和台步。旦角必須行撇步，指掌用單指或雙指（生角用單／雙劍指），雲手、亮相和跑圓臺都有規定。由於古代女性盛行「扎腳」（纏足），所以粵劇中有「扎腳戲」（模仿纏足的戲）的部份。

## 著名旦角
- 京剧四大名旦
- 梅兰芳
- 乾旦
- 坤旦